# Соколов, Геннадий Алексеевич
Геннадий Алексеевич Соколов (1933—2006) — советский учёный-радиотехник, лауреат Ленинской премии (1986).
Родился 3 сентября 1933 года в Москве.
Окончил МЭИ (1956, радиотехнический факультет).
С 1956 г. — инженер, старший инженер, с 1966 г. руководитель сектора, с 1972 г. заведующий лабораторией ОКБ МЭИ.
Один из основных разработчиков станций «Кама», «Кама-А» и «Кама-К», комплекса «Кубань».
Кандидат технических наук (1966), доцент. Читал на Радиотехническом факультете МЭИ курсы теории случайных процессов и корреляционной обработки сигналов. Преподавал в Московском институте радиотехники и электроники.
Лауреат Ленинской премии 1986 года (в составе авторского коллектива) — за радиолокационную съёмку поверхности планеты Венера с космических аппаратов «Венера-15» и «Венера-16»
Награждён медалями «За трудовую доблесть», «За доблестный труд», «Ветеран труда».
Умер в 2006 году в результате тяжёлой болезни.